# Yelle
Yelle (um acrônimo feminino de "You enjoy life" ("Tu aproveitas a vida") é uma banda francesa da cidade de Saint-Brieuc, região da Bretanha, na França. Ela chegou a fama através do MySpace, quando colocou online uma música chamada "Short Dick Cuizi", segundo afirma Cuizinier, um membro parisiense do grupo de hip hop TTC.
Com o produtor e grande amigo GrandMarnier, Yelle gravou um álbum com o título "Pop-up", e depois seu single "Je Veux Te Voir" (uma versão finalizada de "Short Dick Cuizi"). O som, que tem samples de base '20 Fingers', como o hit Short Dick Man, recebeu grande apoio pela MTV. Ela também foi caracterizada pela música "Parle à ma main" juntamente com Fatal Bazooka, em 2007. Em Outubro de 2007, abriu o show para Mika durante sua turnê pela Europa. Em Fevereiro de 2008 apresentou a faixa "A cause des Garçons" no Terceiro show BBC "Lily Allen and Friends". Foi a sua primeira aparição na televisão britânica. Ela é a 'Artista da Semana' da MTV na semana de 24 a 30 de Março de 2008, tendo aparições durante os comerciais.

## Discografia
- 2007: Pop-up
- 2011: Safari Disco Club
- 2014: Complètement Fou
- 2020:  L'ere Du Verseau

## Outros trabalhos
Seu single "À cause des garçons" remixado por Riot na Bélgica foi apresentado na trilha sonora de um jogo da Electronic Arts: Need for Speed: ProStreet. EA Sports irá incluir o som no jogo UEFA EURO 2008.
"À cause des Garçons" foi usado na faixa de abertura pela Moschino Spring Summer 2008 Runway Show. A partir de 2008, ela será apresentada em um spot publicitário a correr em Quebec para a Telus, uma companhia de telecomunicação canadense e no episódio de 24 de Março da série The Hills. Seu single "Je veux te voir" foi apresentado no final da Quarta Temporada da série de TV Entourage, na cena de abertura quando uma ganga chega em Cannes.